# Sphodromantis conspicua
Sphodromantis conspicua é uma espécie de louva-a-deus da família dos Mantidae, sendo encontrados em Burkina Faso e no Senegal.